# Pholidornis rushiae
Pholidornis rushiae là một loài chim trong họ Hyliidae, trước đây từng xếp trong các họ như Sylviidae, Cettiidae, Remizidae.